# Mongolian National Broadcaster
Mongolian National Broadcaster, nota anche con l'acronimo MNB (in mongolo: Монголын Үндэсний Олон Нийтийн Телевиз, abbreviato in MYOHRT), è l'ente radiotelevisivo pubblico della Mongolia.
Trasmette dalla capitale Ulan Bator principalmente in mongolo.

## Storia
Le trasmissioni iniziarono ad Ulan Bator nel maggio/giugno 1931 con l'inaugurazione da parte dell'allora Ministro del commercio e dell'industria Gombyn Sodnom. 
Nei primi anni sessanta furono introdotte le trasmissioni radio locali per Ulan Bator e fu creata una seconda stazione radio nazionale. Nel 1965 fu attivato un trasmettitore ad onde lunghe ad Ôlgij; nel 1978 ne furono aggiunti uno ad Altaj, uno a Dalanzadgad e uno a Choibalsan. 
La televisione in Mongolia debuttò, invece, il 27 settembre 1967 con un primo canale in bianco e nero e nello stesso anno la MNB divenne membro associato dell'Intervisione.
I programmi sia della radio che della televisione erano a quell'epoca sotto il controllo del Comitato Centrale del Partito del Popolo Mongolo, visto che il Paese era una repubblica popolare molto vicina al blocco orientale sovietico.
L'introduzione della banda magnetica nel mese di dicembre 1971 permise la diffusione di programmi preregistrati, ma la programmazione fu resa più estesa e varia grazie anche all'aggiunta di film e documentari.
Nel 1981 il trasmettitore di Môrôn iniziò a trasmettere in onde medie; in contemporanea l'azienda concluse accordi di partenariato con Unione Sovietica, Giappone e Francia, che permisero di rinnovare parte delle sue attrezzature e di introdurre i primi programmi televisivi a colori (in standard SÉCAM), che divennero la totalità nel 1988; nello stesso anno la copertura del segnale arrivò a raggiungere 1,8 milioni di famiglie, ovvero il 90% circa della popolazione. 

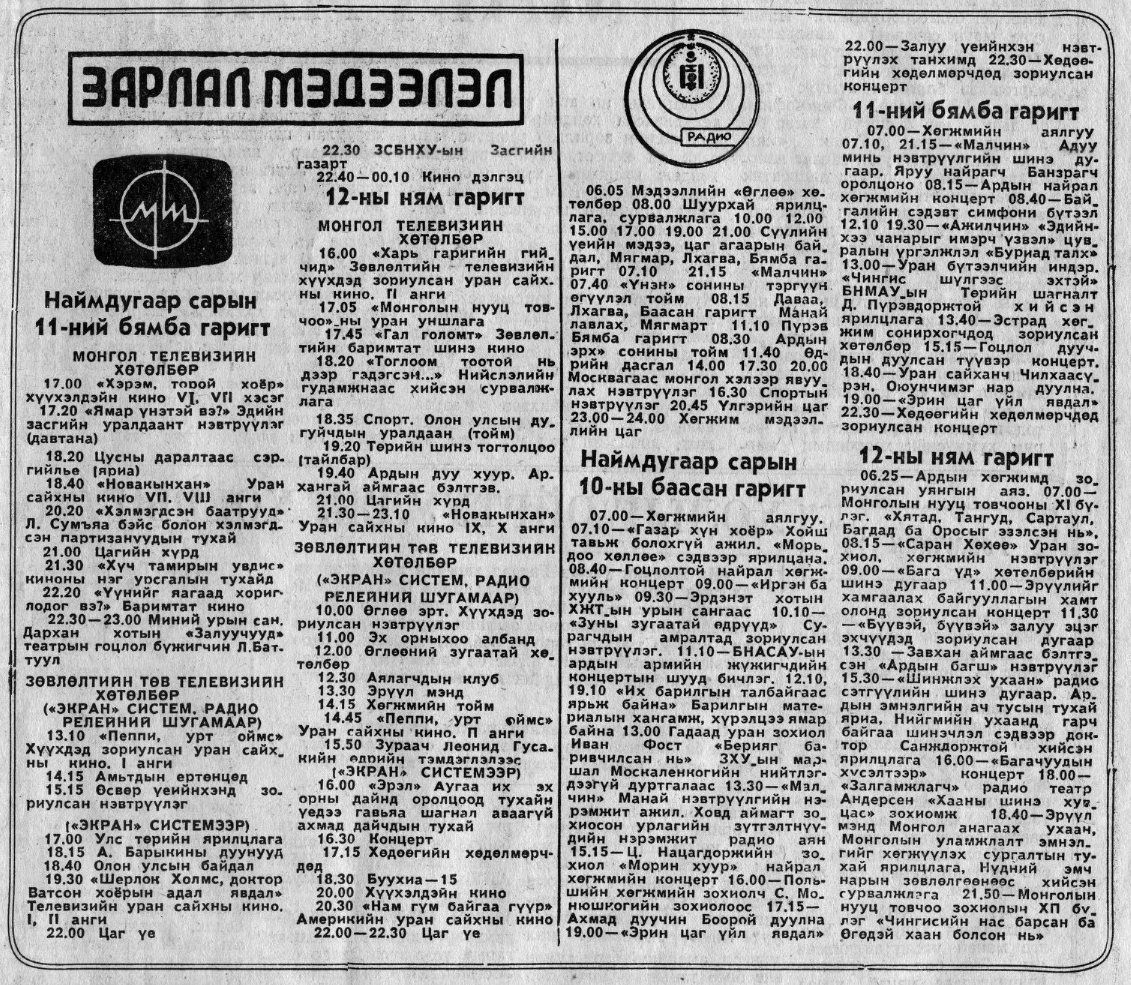
Programmi della radio e della televisione illustrati sulla stampa nel 1990.

Nel 1991 i canali di MNB diventarono disponibili anche via satellite.
Nel corso del 1992 la Mongolia passò ad un sistema politico capitalista; nel 1993 a causa della fine di diversi sistemi socialisti l'Intervisione, di cui anche MNB faceva parte, fu sciolta.
Nel 1997 MNB divenne membro dell'Asia-Pacific Broadcasting Union e il servizio internazionale ad onde corte iniziato nel 1964 fu rinominato  "Voice of Mongolia".
A febbraio 2005 una nuova legge sull'emittenza trasformò MNB in un ente pubblico indipendente con personalità giuridica senza scopo di lucro.
A luglio 2011 furono lanciati un secondo canale televisivo e la stazione radiofonica Р3, specializzata in programmi per i giovani.
Dal 2015 i canali televisivi di MNB trasmettono solo in tecnologia digitale.
Nel 2018 MNB lanciò un canale televisivo internazionale in inglese, MNB World. 
Da fine 2019 sia le stazioni radiofoniche che i canali televisivi di MNB sono disponibili via satellite in tutta l'Asia e dal 2020 anche in Europa e in America del Nord.

## Organizzazione
MNB è gestita da un consiglio d'amministrazione composto da 15 membri, a capo del quale è un direttore generale nominato dal consiglio.
I suoi principali partner commerciali sono il gruppo radiotelevisivo pubblico russo VGTRK, la televisione di Stato giapponese NHK, i canali pubblici tedeschi ZDF e Deutsche Welle, e il canale statunitense d'informazione non stop CNN.
La rete dei trasmettitori radio e televisivi di MNB è gestita dalla società di diritto pubblico RTBN (Radio and Television Broadcasting Network, in mongolo РТС, Радио Телевизийн Үндэсний Сүлжээ).

## Ricezione

### Terrestre
La televisione di MNB trasmette in standard DVB-T HD; la radio trasmette in AM e in FM.

### Satellite[4]
| Satellite          | Telstar 18 Vantage                                                                      | Koreasat 5A                                                                             |
| Posizione orbitale | 138.0º Est                                                                              | 113.0° Est                                                                              |
| Bouquet            | /                                                                                       | /                                                                                       |
| Canali             | MNB TV1, MNB News, MNB Sport HD, MNB World, MNB Radio 1, Voice of Mongolia, MNB Radio 3 | MNB TV1, MNB News, MNB Sport HD, MNB World, MNB Radio 1, Voice of Mongolia, MNB Radio 3 |
| Frequenza          | 12477 MHz                                                                               | 114933 MHz                                                                              |
| Polarizzazione     | Orizzontale                                                                             | Verticale                                                                               |
| SR                 | 45000 ksym/s                                                                            | 43200 ksym/s                                                                            |
| FEC                | 2/3                                                                                     | 5/6                                                                                     |
| Modulazione        | 8PSK                                                                                    | 8PSK                                                                                    |

### Streaming
MNB in streaming

## Servizi

### Televisione[5]
| Nome                                             | Sede       | Тipo                                                                                            | Lancio | Lingua  |
| ------------------------------------------------ | ---------- | ----------------------------------------------------------------------------------------------- | ------ | ------- |
| MNB TV1 (in mongolo: МҮОНТ-1)                    | Ulan Bator | generalista (informazione, telegiornali (Мэдээ), documentari, varietà, serie televisive e film) | 1967   | mongolo |
| MNB News (in mongolo: Монголын мэдээ)            | Ulan Bator | informazione                                                                                    |        | mongolo |
| MNB Sport HD (in mongolo МҮОНРТ-ийн Спорт суваг) | Ulan Bator | sport                                                                                           |        | mongolo |
| MNB World                                        | Ulan Bator | generalista                                                                                     |        | inglese |

### Radio[5]
| Nome                                                                               | Sede       | Тipo                                                      | Lancio | Lingua                                      |
| ---------------------------------------------------------------------------------- | ---------- | --------------------------------------------------------- | ------ | ------------------------------------------- |
| MNB Radio 1 (mongolo: Монголын үндэсний олон нийтийн радио, abbreviato in МҮОНР-1) | Ulan Bator | generalista in onde lunghe                                | 1931   | mongolo                                     |
| Voice of Mongolia (mongolo: Монголын дуу хоолой)                                   | Ulan Bator | internazionale in onde corte                              |        | mongolo, inglese, russo, giapponese, cinese |
| MNB Radio 3 (o Р3 FM)                                                              | Ulan Bator | generalista in FM                                         |        | mongolo                                     |
| MNB Ôlgij                                                                          | Ulan Bator | locale per la minoranza kazaka della Mongolia occidentale |        | mongolo, kazako                             |